# Carlos, Duce de Parma
Prințul Carlos de Bourbon-Parma, Duce pretendent de Parma și Piacenza (n. 27 ianuarie 1970, Nijmegen, Gelderland, Țările de Jos) este actualul șef al Casei de Bourbon-Parma și membru al familiei ducale. Este considerat pretendent al tronului din Parma sub numele de Carlo al V-lea și pretendent carlist al tronului din Spania sun numele de Carlos Javier al II-lea.

## Biografie
Prințul Carlos s-a născut la Nijmegen în Olanda ca fiul cel mare al lui Carlos Hugo de Bourbon-Parma și a Prințesei Irene a Olandei. Are două surori mai mici și un frate. Carlos și-a petrecut copilăria în câteva țări inclusiv Olanda, Spania, Franța, Anglia și Statele Unite. În 1981, când avea unsprezece ani, părinții săi au decis să divorțeze. Împreună cu mama sa și cu frații săi s-a mutat la Palatul Soestdijk din Olanda. A locuit la palat un număr de ani împreună cu bunicii lui, regina Juliana a Olandei și prințul Bernhard al Olandei.
Carlos a studiat științele politice la Universitatea Wesleyan din Connecticut și demografie și filosofie la Universitatea Cambridge. După terminarea studiilor a lucrat pentru compania ABN AMRO în Amsterdam, unde a fost implicat cu pregătirile pentru introducerea monedei euro. Apoi a lucrat o vreme la Bruxelles în calitate de consultant de afaceri publice pentru compania politica europeană Advisors Publice (EPPA). Din 2007 el este angajat în proiecte privind sustenabilitatea în lumea afacerilor.

## Viața personală
Prințul Carlos a avut o relație cu Brigitte Klynstra (n. 10 ianuarie 1959), fiica vitregă a contelui Adolph van Rechteren Limpurg, Lord de Enghuizen. În timpul acestei relații a fost tatăl unui fiu, Carlos Hugo Roderik Sybren Klynstra (n. 20 ianuarie 1997 la Nijmegen)
La 7 octombrie 2009 s-a anunțat că prințul Carlos se va căsători cu Annemarie Cecilia Gualthérie van Weezel. Căsătoria civilă a avut loc la 12 iunie 2010 la Wijk bij Duurstede. Tatăl prințului Carlos a murit la 18 august 2010 la Barcelona, Spania, la vârsta de 80 de ani; drept consecință Carlos a devenit următorul Duce de Parma și șeful Casei de Bourbon-Parma.
Noul duce de Parma și Annemarie s-au căsătorit religios la 20 noiembrie 2010. Cuplul are două fiice:
- Prințesa Luisa Irene Constance Anna Maria de Bourbon-Parma (n. 9 mai 2012, Haga).
- Prințesa Cecilia Maria Johanna Beatrix de Bourbon-Parma (n. 17 octombrie 2013, Haga).

Prințesa Luisa a fost botezată la Parma de episcopul de Parma, Enrico Solmi, la 29 septembrie 2012, în timp ce prințesa Cecilia a fost botezată la Piacenza la 5 aprilie 2014.